# Bitsch, Valais
Bitsch är en ort och kommun i distriktet Östlich Raron i kantonen Valais, Schweiz. Kommunen har 1 116 invånare (2023).